# Бебек, Желько
Же́лько Бе́бек (сербохорв. Željko Bebek / Жељко Бебек; 16 декабря 1945, Сараево) — югославский и хорватский рок- и поп-певец.

## Биография
Родился 16 декабря 1945 года в Сараево. В возрасте 16-ти лет стал участником своей первой группы «Eho 61». В 60—70-х годах пел и играл на гитаре в группе «Kodeksi», одной из самых известных сараевских групп того времени.
Однажды он появился на концерте молодёжной сараевской группы «Бештије» («Бестии») и познакомился с их басистом Гораном Бреговичем. Горан присоединился к «Кодекси» и в 1970 году группа работала в отелях и ресторанах Италии, после чего распалась. Но все четыре тогдашних члена группы позже стали ядром самой знаменитой группы Югославии.
В декабре 1972 года, незадолго до того, как Бебек был призван в армию, Горан Брегович пригласил его поучаствовать в записи песни «Patim, evo, deset dana» своей новой группы «Jutro». После возвращения со службы в 1973 году Бебек вернулся в группу, которая изменила название на «Bijelo dugme», и стал её фронтменом. Состав стал одним из наиболее известных и популярных в Югославии. Бебек принимал участие в записи 6 студийных и 2 концертных альбомов «Bijelo dugme». Диск 1979 года Bitanga i princeza был назван десятым в списке 100 лучших альбомов югославской рок-музыки.
Уже в 1978 году Желько Бебек начал сольную карьеру. Пока Горан Брегович проходил военную службу, у других музыкантов «Bijelo dugme» появилось свободное время, и Бебек записал на «Юготоне» диск Skoro da smo isti, который был прохладно встречен критикой и публикой. 23 апреля 1984 года Бебек публично объявил о том, что оставляет «Bijelo dugme» и с тех пор записывается и выступает сольно.
Живёт в Загребе. Состоит в третьем браке с двадцатипятилетней Ружицей. Первые два брака, со Споменкой и Сандрой, распались. Имеет четверых детей: Сильвию, Бьянку, Звонимира и Катарину. Владеет кафе «Tajna veza» («Тайная связь». Названо в честь хита группы «Bijelo dugme» — «Ima neka tajna veza»). Последний альбом Бебека, который вышел в 2000 году, называется «Ošimi po prašini». В 2005 году Желько принял участие в реюнион-туре «Bijelo dugme» по бывшим югославским столицам. По следам этих концертов был выпущен двойной DVD и концертный альбом Turneja 2005. Участвовал в совместном турне с Младеном «Тифой» Войичичем и Аленом Исламовичем, в ходе которого исполнялись как сольные композиции, так и хиты времён «Bijelo dugme».

## Дискография
- 1978 — Skoro da smo isti (Jugoton)
- 1984 — Mene tjera neki vrag (PGP RTB)
- 1985 — Armija B (Diskoton)
- 1989 — Pjevaj moj narode (Jugoton)
- 1989 — Nitko više ne sanja (Jugoton)
- 1990 — …Karmin, pjesma i rakija (Jugoton)
- 1992 — …A svemir miruje (Croatia Records)
- 1993 — Sve Najbolje (Сборник «Всё лучшее» — Croatia Records)
- 1994 — Gori svijet…ti ćeš ga ugasiti (Diskos)
- 1995 — Puca mi u glavi (Croatia Records)
- 1999 — S tobom i bez tebe (Croatia Records, In Takt Records)
- 2000 — Ošini Po Prašini (Naraton)
- 2009 — Platinum Collection (Сборник «Платиновая коллекция» — 2CD, City Records)